# David Owe
David de Coninck Owe, né le 2 décembre 1977 à Frederiksberg (Danemark), est un acteur, conteur de livres audio et cascadeur danois connu domestiquement pour ses rôles dans la série 2900 Happiness, le film The Lost Treasure of the Knights Templar II (2007; en danois : Tempelriddernes skat II) et pour avoir remporté la deuxième saison de la version danoise de Dancing with the Stars (Vild med dans). Sur le plan international, il rencontre le succès grâce à son rôle dans la série télévisée The Eagle (en) (en danois: Ørnen: En krimi-odyssé),, lauréate d'un Emmy Award. En 2022, il apparaît dans I Love America aux côtés de Sophie Marceau. 

## Biographie
Owe sort diplômé de l'École nationale de théâtre du Danemark en 2003. Il a également sorti un album intitulé Tomorrow. Il est marié à Marie Askehave depuis le 8 juillet 2006. Ensemble, ils ont une fille nommée Gudrun née en 2010 et une seconde le 9 août 2011 nommée Ingrid,. 